# تشو لينغ
تشو لينغ (10 يوليو 1957 في الصين - ) (بالصينية: 朱玲) هي مصمم أزياء ولاعبة كرة طائرة الصين. شاركت في الألعاب الأولمبية الصيفية 1984.

## وصلات خارجية
- تشو لينغ على موقع أوليمبيديا (الإنجليزية)
- تشو لينغ على موقع اللجنة الأولمبية الصينية (الإنجليزية)